# Steve Harley & Cockney Rebel
Steve Harley & Cockney Rebel är en brittisk musikgrupp som hade framgång under 1970-talet med ett antal singlar och album. De spelade rock och popmusik med drag från artrock. Sångaren Steve Harley bildade gruppen 1972 tillsammans med gitarristen John Crocker. Övriga medlemmar var Paul Jeffreys (basgitarr), Milton Reame-James (keyboard) och Stuart Elliott (trummor). Gruppen hette då bara Cockney Rebel. De fick skivkontrakt på EMI och ett genombrott med sin andra singel, "Judy Teen" 1973, som nådde #5 på UK Singles Chart. Deras största framgång var låten "Make Me Smile (Come Up and See Me)" från LP:n The Best Years of Our Lives 1975, som de toppade Englandslistan med i februari. Men vid det laget var det bara Steve Harley och Stuart Elliott kvar av originaluppsättningen. De övriga hade lämnat gruppen eftersom man tyckte att Harley tog för mycket plats. Det var också 1975 som gruppnamnet byttes till "Steve Harley & Cockney Rebel". "Mr Raffles" var gruppens sista singelhit i juni 1975. Efter The Best Years of Our Lives kom "Timeless Flight (1976) och Love's a Prima Donna (1976) och inspelat konsertmaterial på dubbel-albumet Face to Face 1977. Efter detta flyttade Steve Harley under några månader till USA och vid hemkomsten släpptes lp:n Hobo With a Grin 1978 och The Candidate 1979. Båda albumen som soloartist som rönte mindre framgång.[källa behövs]
Steve Harley avled den 17 mars 2024 efter en kort tids sjukdom.

## Medlemmar
Nuvarande melemmar
- Steve Harley – sång, gitarr (1972–1977, 1998–)
- Stuart Elliott – trummor (1972–1977, 1998–)

Bidragande musiker
- Paul Cudderford – gitarr, bakgrundssång (1998–)
- James Lascelles – keyboard, piano, percussion, bakgrundssång
- Kuma Harada – basgitarr (2016–)

Tidigare medlemmar
- John Crocker – violin, mandolin, gitarr (1972–1974)
- Paul Jeffreys – basgitarr (1972–1974; död 1988)
- Nick Jones – gitarr (1972)
- Pete Newnham – gitarr (1972)
- Milton Reame-James – keyboard (1972–1974)
- Jim Cregan – gitarr (1975–1977)
- George Ford – basgitarr (1975–1977; död 2007)
- Duncan Mackay – keyboard (1975–1977)
- Jo Partridge – gitarr (1976–1977)
- Lincoln Anderson – basgitarr (2001–2014; död 2014)
- Marty Prior – basgitarr, kontrabas, bakgrundssång (2014–2016)

## Diskografi
Studioalbum som Cockney Rebel
- The Human Menagerie (1973) (som Cockney Rebel)
- The Psychomodo (1974) (som Cockney Rebel)

Studioalbum som Steve Harley & Cockney Rebel
- The Best Years of Our Lives (1975)
- Timeless Flight (1976)
- Love's A Prima Donna (1976)
- The Quality of Mercy (2005)

Studioalbum som Steve Harley
- Hobo with a Grin (1978)
- The Candidate (1979)
- Yes You Can (1992)
- Poetic Justice (1996)
- Stranger Comes to Town (2010)

Livealbum
- Face to Face: A Live Recording (1977)
- Live at the BBC (1995)
- Birmingham (Live with Orchestra & Choir) (2013)

Singlar (topp 40 på UK Singles Chart)
- "Judy Teen" (1974) (UK # 5) (som Cockney Rebel)
- "Mr. Soft" (1974) (UK # 8) (as Cockney Rebel)
- "Make Me Smile (Come Up and See Me)" (1975) (UK # 1)
- "Mr. Raffles (Man, It Was Mean)" (1975) (UK # 13)
- "Here Comes the Sun" (1976) (UK # 10)
- "The Phantom of the Opera" (med Sarah Brightman) (1986) (UK # 7)
- "Make Me Smile (Come Up and See Me)" – 4:e återutgåva (1995) (UK # 33)